# Kundenbeirat
Der Kundenbeirat ist ein Beirat (Unternehmensbeirat) ausgewählter Kunden, der dem Unternehmen Feedback gibt und es aus Kundensicht berät. Ein Kundenbeirat kann die bestehende Marktforschung und das Beschwerdemanagement ergänzen und erweitern. Ein Kundenbeirat kann konkrete Produkt- und Serviceverbesserungen anregen, oder auch Wandlungsprozesse im Unternehmen begleiten. Ist die Einrichtung des Kundenbeirats eine ernsthafte Maßnahme und nicht nur ein PR-Trick, kann dies auch die Kundenorientierung eines Unternehmens positiv beeinflussen.

## Geschichte
Die ersten Kundenbeiräte wurden als Fahrgastbeiräte von lokalen und regionalen Verkehrsbetrieben Ende der achtziger, Anfang der neunziger Jahre gegründet. Seit 1981 unterhält das Unternehmen Würth einen Kundenbeirat.
Mit der Deutschen Bahn etablierte 2004 das erste überregionale Verkehrsunternehmen eine institutionelle Kundenbeteiligung. Die Mitglieder stammten aus ganz Deutschland. Diese Einrichtung wurde nicht mehr Fahrgastbeirat, sondern Kundenbeirat genannt. Die Schweizerischen Bundesbahnen folgten der Deutschen Bahn 2009 mit dem ersten Schweizer Kundenbeirat. Seither haben Unternehmen unterschiedlichster Branchen Kundenbeiräte eingerichtet – so z. B. Finanzdienstleister wie die Ergo-Versicherungsgruppe, die Commerzbank und die Postbank, Energieversorger wie RWE, Vattenfall und EWE oder der Flughafenbetreiber Fraport.
Im März 2022 gründete die MEWA Textil-Service SE & Co. einen Kundenbeirat, der ausschließlich nach dem Prinzip Business-to-Business zusammengestellt ist.
Die Einrichtung und Etablierung von Kundenbeiräten ist jedoch nicht immer erfolgreich. So wurde der 2009 von Penny ins Leben gerufene Kundenbeirat 2011 wieder aufgelöst.